# Heinrich Essig
Heinrich Essig (auch Wilhelm Heinrich Essig, * 9. Januar 1808 in Leonberg; † 11. Oktober 1887 ebenda) war ein deutscher Kynologe und Unternehmer. Er war der Schöpfer der Hunderasse Leonberger.

## Leben

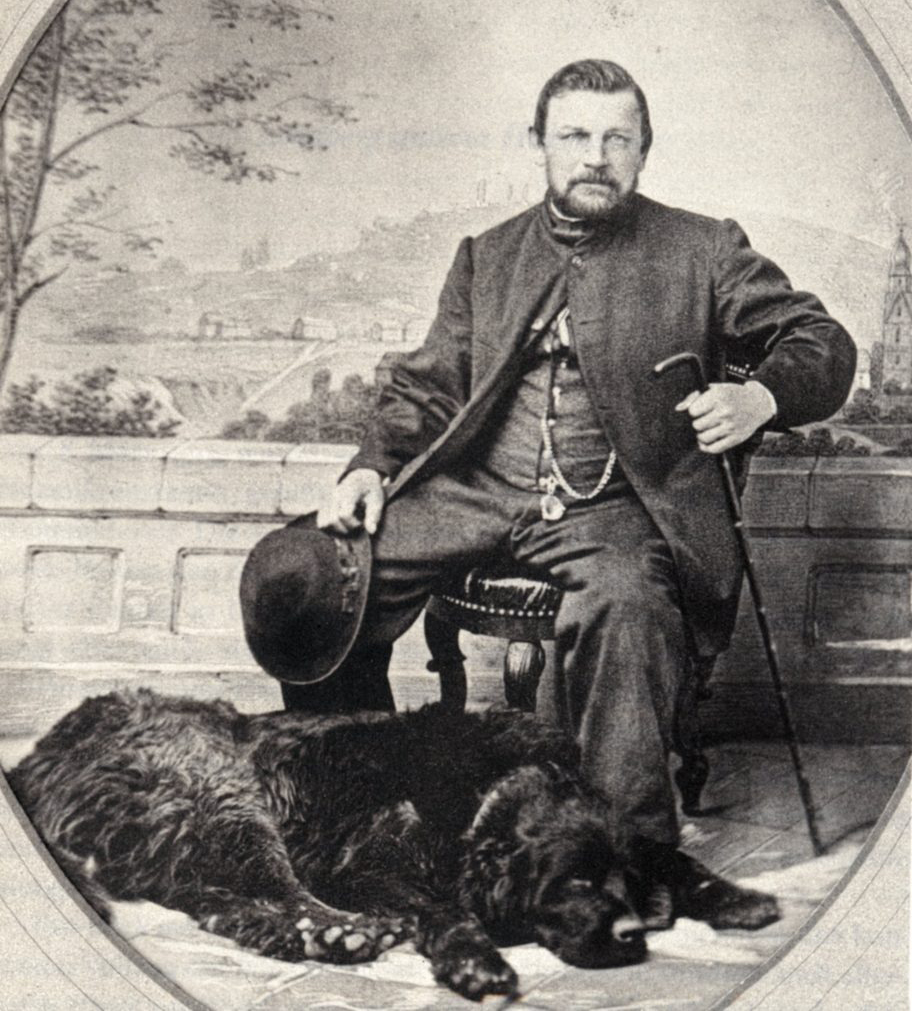
Heinrich Essig mit Hund, 1860

Essig entstammte wie auch Jacob Essich aus der gleichen alten Müllersfamilie, welche ursprünglich aus der Region um Calw kam. Im 19. Jahrhundert wurde die Namensschreibweise von Essich in Essig geändert. Erstmals wurde in einer Urkunde von 1515 der nachgewiesenermaßen älteste Essig erwähnt, der in Breitenberg bei Neuweiler der Müller „aus der oberen Teinachmühle“ war, die nach ihrem Besitzer bereits im 16. Jahrhundert als „Essigmühle“ bekannt war. Ein weiterer Vorfahre war Magister Johann Conrad Essig, der Syndikus der Eberhard-Karls-Universität in Tübingen und zusammen mit David Magirus Verwalter des Universitätsvermögens war. Heinrich Essigs Vater hieß ebenfalls Johann Conrad Essig, er heiratete Johanna Friederike Bauder aus Waiblingen. Gemeinsam hatten sie die beiden Söhne Heinrich und Christian.
Heinrich Essig erlernte das Färbergewerbe. Das Geschäft des Blaufärbers blühte damals und die Meisterrechte konnten nur durch Vererbung, Kauf oder Einheirat erworben werden. Er heiratete 1829 als 21-Jähriger die verwitwete Maria Katharina Benzinger; aus dieser Ehe ging die Tochter Mathilde hervor. 1834 kaufte er ein Holzsägewerk im Glemstal, doch seine wahre Berufung fand er in der Landwirtschaft. Seine Tätigkeiten als Pferde- und Viehzüchter sowie Hundezüchter fanden lokale Beachtung. Im damaligen städtischen Gemeinwesen war er sehr aktiv. So war Heinrich Essig zwischen 1837 und 1855 insgesamt 14 Jahre Stadtrat von Leonberg. Er gründete das Kinderfest auf dem Engelberg neu. Gemeinsam mit dem Druckereibetreiber, Zeitungsverleger und Gemeinderatsmitglied Friedrich Röcker und anderen Bürgern bildete er eine Initiative zur Gründung einer „militärisch organisierten Feuerwehr“ in Leonberg, die das veraltete Löschwesen ablösen sollte. Röcker wurde am schließlich am 8. Juni 1861 zum ersten Kommandanten der Feuerwehr Leonberg gewählt.

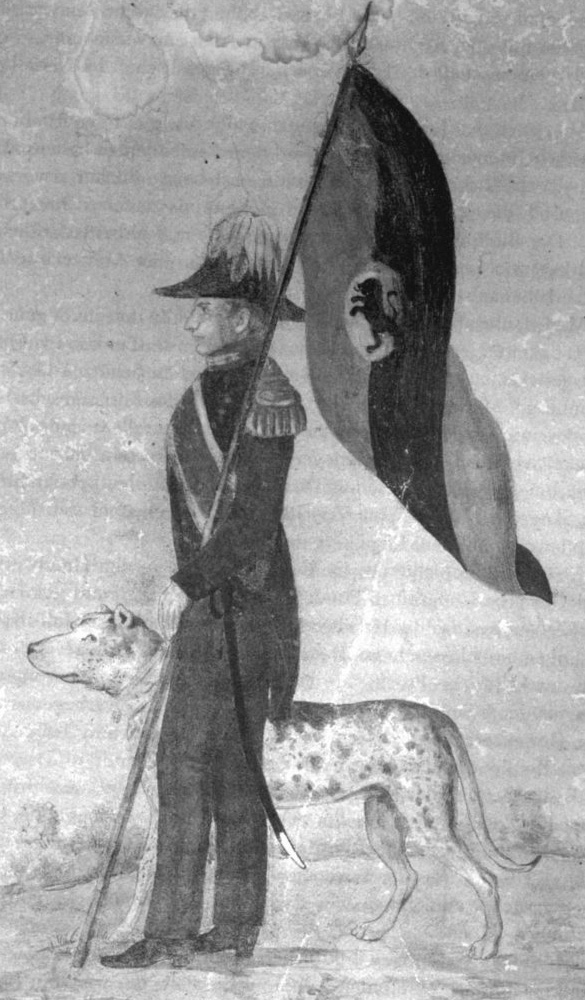
Heinrich Essig Fahnenträger der Bürgergarde, ca. 1848

Wesentlichen Raum bei Heinrich Essig nahmen auch seine Initiativen zugunsten diverser Versicherungsanstalten ein. Gemeinsam mit dem Ulmer Tabakfabrikanten Georg Wechßler (1795–1839), dem Mann seiner Cousine Charlotte, setzte sich Essig als Erster für die Errichtung einer Feuerversicherungsanstalt im süddeutschen Raum ein. Den Anstoß zur Errichtung einer württembergischen Waren- und Mobilien-Brandassekuranz für Kaufleute gab Wechßler mit einem Artikel im Schwäbischen Merkur vom 7. Oktober 1825, woraufhin drei Jahre später mit Beteiligung von Wechßler und Essig die Württembergische Privat-Feuer-Versicherungs-Gesellschaft auf Gegenseitigkeit als erste Sachversicherung Süddeutschlands gegründet wurde. Als Muster für die zu gründende Gesellschaft empfahlen sie die Gothaer Feuerversicherungsbank, die bereits im Jahr 1779 als erster deutscher Versicherungsverein auf Gegenseitigkeit nach englischem Muster gegründet wurde. Zu Beginn des Jahres 1828 trat ein „Provisorischer Verein der Württembergischen Feuer-Versicherungs-Gesellschaft für bewegliches Eigentum“ in Stuttgart ins Leben. Die Gründung war von Rechnungsrat Karl Benjamin Friedrich Härlin, Hauptagent der Vaterländischen Feuer-Versicherungs-Gesellschaft, vorangetrieben worden. Heinrich Essig war es auch, der 1868 nach dem Tod Friedrich Karl August Seeger, der sieben Jahre als Vorstand der Versicherungsanstalt wirkte, den in Stuttgart niedergelassenen Rechtsanwalt Oskar von Wächter als Nachfolger vorschlug. Zuvor verkaufte er ihm einen seiner Hunde.
Der Name Heinrich Essig fehlte lange Zeit in keinem Leonberger Kaufbuch oder Gebäudekataster. Unzählige Gebäude, Äcker und Wiesen wurden von ihm gekauft und verkauft. Essig baute in Leonberg insgesamt fünf Häuser. Im letzten von ihm bewohnten, 1874 gebauten Haus Heinrich-Längerer-Str. 5 waren eine Reliefbüste und eine Inschrift mit seinem Namen angebracht. Das Gebäude wurde im April 2017 abgerissen, Relief und Inschrift wurden geborgen und am Vereinsheim des Deutschen Clubs für Leonberger Hunde angebracht.
Essig starb im Alter von 79 Jahren. In seinem Testament bekannte er sich zu seiner 1881 unehelich geborenen Tochter Heinrike Clara. Seine letzte Ruhestätte fand er auf dem heutigen Alten Friedhof an der Seestraße in seiner Heimatstadt im Landkreis Böblingen.

## Hundezüchtung
Essig begann 1835 mit der Hundezüchtung. Vermutlich 1846 gelang ihm die Kreuzung eines Bernhardiners mit dem schwarz-weißen Typ des Neufundländers (später Landseer genannt) und dem Pyrenäenberghund, die er Leonberger nannte. Der Legende nach wollte er einen Hund züchten, der dem Wappentier der Stadt Leonberg, einem Löwen, ähneln sollte. 
Er setzte sich hiermit international ein Denkmal als Kynologe und wurde mit seinen neuen „Mähnenhunden“ zum gut verdienenden Hoflieferanten in ganz Europa. Im Jahr verkaufte er durchschnittlich 300 Hunde, teilweise zu Spitzenpreisen. Zahlreiche Prominente der damaligen Zeit legten sich einen Leonberger zu, darunter Napoleon III., Giuseppe Garibaldi, Richard Wagner, König Umberto von Italien, Zar Nikolaus, Otto von Bismarck und die Großherzogin von Baden. Die Kaiserin Elisabeth von Österreich-Ungarn („Sissi“) kaufte allein sieben Leonberger. Im Jahr 1870 schreibt eine österreichische Zeitung über den ersten der sieben neuen Hunde der Kaiserin Elisabeth: „Ihre Majestät die Kaiserin ist seit ihrer Rückkehr aus Rom im Besitz eines prachtvollen Leonberger-Hundes. In ganz Österreich dürfte kein zweites Exemplar dieser Rasse zu finden sein. Das Tier, welches eine blendend-silberweißes Haar hat während die Gehänge braun sind, ist höher und stärker als der Neufundländer. Der neue Hund macht täglich die Fahrten in den Prater mit seiner Herrin mit.“
Besonders schöne Exemplare ließ Essig durch bekannte Tiermaler wir Albert Kull, Beckmann, Leutemann und Specht malen. Dadurch förderte er als Züchter des Leonbergers den Modetrend, einen „Silberschwarzen“ oder „Goldbraunen“ haben zu müssen.